# Цукидзи

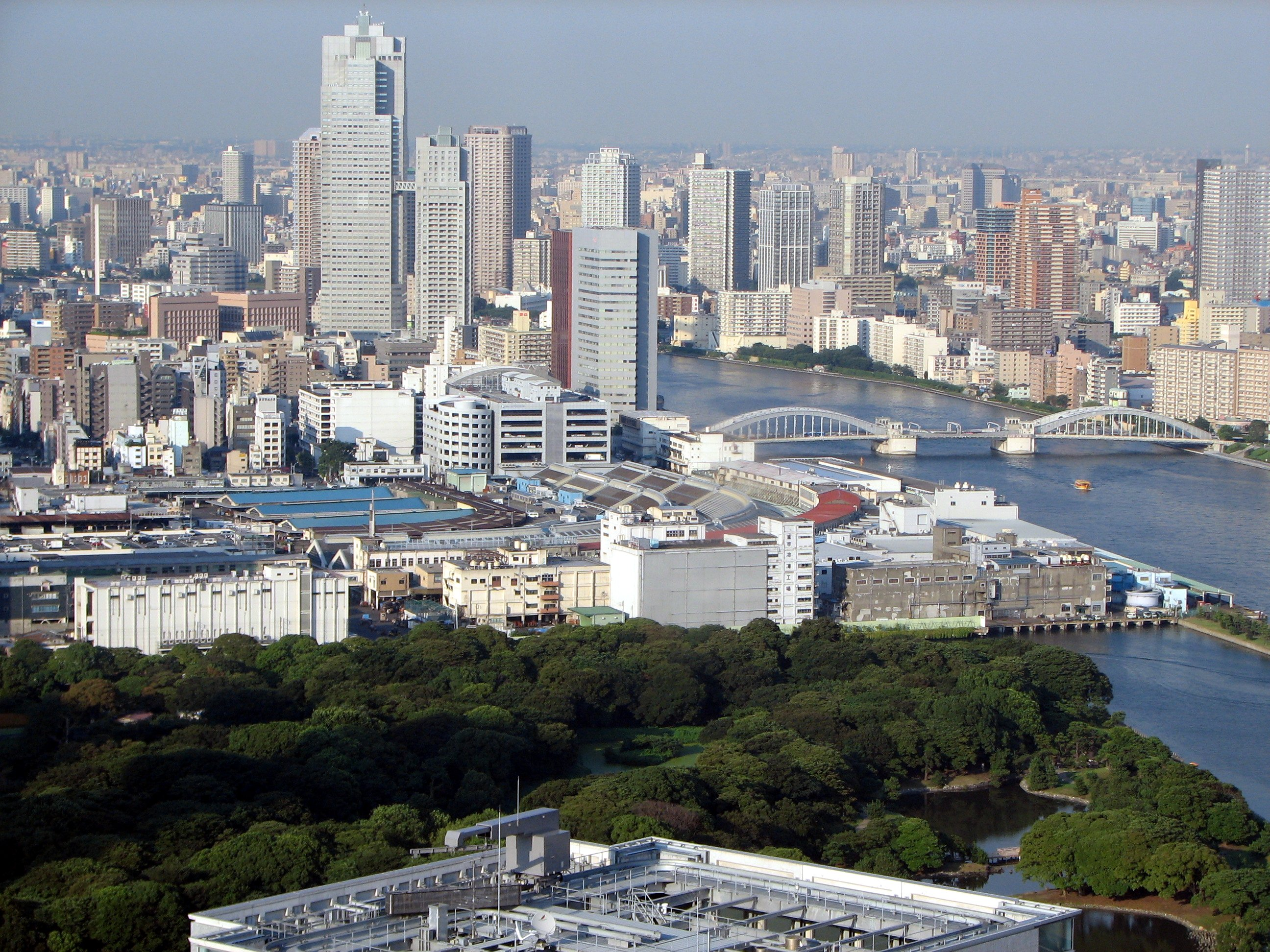
Цукидзи: Башня Св. Луки на берегу реки Сумида

Цукидзи (яп. 築地 Цукидзи) — исторический район Токио на территории современного специального района Тюо.

## История
Название «Цукидзи» означает «отвоёванная у воды земля». Когда-то здесь, возле реки Сумида, были заболоченные земли. Во времена сёгуната Токугава сюда целенаправленно вывозили землю, извлечённую при строительстве крепостных рвов и каналов, в результате чего возник новый жилой и коммерческий район.
В 1657 году великий пожар периода Мэйрэки уничтожил две трети зданий в Эдо, включая находившийся в Асакуса храм Хонган-дзи — штаб-квартиру школы Дзёдо-синсю в регионе Канто. Было решено не восстанавливать храм на старом месте, а построить новый в Цукидзи — так был возведён Цукидзи Хонган-дзи. Рядом были возведены другие храмы, на южной оконечности Цукидзи строили свои резиденции самураи и феодальные властители. В 1869 году Цукидзи стал районом, в котором позволялось селиться иностранцам.
Великое землетрясение Канто 1 сентября 1923 года и последовавшие за ним пожары нанесли огромный ущерб центральному Токио. В ходе последующего восстановления города в Цукидзи из Нихонбаси был перемещён рыбный рынок.

## Достопримечательности
- Рынок Цукидзи
- Храм Цукидзи Хонган-дзи
  - Мемориал рок-музыканта hide во дворе храма
- Международный госпиталь Святого Луки и Башня Святого Луки (одно из высочайших зданий Токио)